# Zbyněk Havlíček
Zbyněk Havlíček (22. května 1922 Jilemnice – 7. ledna 1969 Praha) byl básník, literární teoretik, psychoanalytik a překladatel.

## Život
Narodil se roku 1922 v Jilemnici jako syn spisovatele Jaroslava Havlíčka, zemřel o 47 let později – 7. ledna 1969 v Praze. Po reálném gymnáziu v Praze (1933–1941) studoval v letech 1945–1950 na Filozofické fakultě UK psychologii, filozofii a estetiku.
Pracoval jako klinický psycholog, psychoterapeut a psychoanalytik v psychiatrických léčebnách v Dobřanech a Sadské, a vedle odborných studií překládal z
francouzštiny.

## Přehled díla
Těžiště jeho vlastní tvorby však spočívalo v poezii: byl autorem víc než 20 básnických sbírek.
Havlíček byl prvořadou osobností spořilovských surrealistů. Havlíček také přispíval do sborníku Objekt, který vyšel pětkrát v letech 1953–1962. Stal se pokračovatelem surrealismu v oblasti imaginace, snu a touhy. Problematikou nevědomí a snu se zabýval odborně – v dizertační práci Skutečnost snu (1950). Ve svých literárních dílech Havlíček pracoval s řetězci metafor, ve kterých se konkrétní střetává s abstraktním, vysoké s nízkým, poetismy s jazykem odborným. Své básně psal v citovém vypětí, inspiroval se svými vzpomínkami či exotickými představami, nebránil se přirozené sexualitě v literatuře, a to jak v podobě lásky, něhy, tak jako drsné pudové nízkosti. Jeho dalšími oblíbenými tématy byl marasmus stalinské doby, v které žil, ničivý politický systém, teror duševně i mravně mrzačící člověka a současně apokalyptická vize jaderné katastrofy.
Z francouzštiny Havlíček přeložil Dějiny surrealismu od Maurice Nadeaua. Sazba však byla v letech 1949 a 1971 dvakrát rozmetána (kniha prvně vyšla až v 90. letech v nakladatelství Votobia), stejně jako byl zakázán jeho překlad z tvorby Bretonovy (Arkán 17). V roce 1969 bylo zakázáno i k vydání připravené autorovo teoretické dílo Princip imaginace.
Po Havlíčkově smrti uspořádal jeho spisy Vratislav Effenberger pod názvem Dílo Zbyňka Havlíčka. Většina jeho poezie však vyšla až roku 1994 pod názvem Otevřít po mé smrti v nakladatelství Český spisovatel.

## První etapa: 1940–1946
Své první básně začíná Havlíček psát na přelomu 30. a 40. let. V té době se důvěrněji seznamuje s pozdějším význačným marxistickým filosofem Robertem Kalivodou, objevuje díla surrealismu a psychoanalýzy. V podmínkách okupace dává spolu s Kalivodou vzniknout skupině Spořilovských surrealistů a stává se jejím vůdčím duchem. V té době se seznamuje s dalšími autory z různých skupin hlásících se k surrealismu, setkává se rovněž s Nezvalem a na konci války s Karlem Teigem. Spolu s Teigem připravuje k publikování svůj překlad Nadeauových Dějin surrealismu. Spory o překlad s Teigem však skončí roztržkou. Ta Havlíčkovi později znemožní účast na skupinové aktivitě autorů seskupených kolem Teiga (1947–1951), kteří v průběhu roku 1951 sestaví cyklus deseti ineditních sborníků Znamení Zvěrokruhu. Po válce se seznámil s Jindřichem Heislerem a Toyen a hlavně s Vratislavem Effenbergerem, s nímž ho poutalo celoživotní přátelství.
Sbírky tohoto období jsou Zem zemřít (1945), Odvahu! I. (1946), Odvahu! II. (1946–1947), vznikl básnický text Karlotta plove prsa (1947). Formuloval také své „desatero“ odvahy (východisko jeho Prolegomen poesie napsaných v roce 1951), jemuž se snažil být věrný po celý zbytek života: „Nesmiřitelnost! Stavět vše mimo zákon! Erotizovat! Sadistickou krásu! Katastrofu vědomí! Rozpor jako podstatu bytí! Fantazii jako metodu poznání! Svobodu jako permanentní revoluci! Poesii jako dialektické delirium! Báseň jako absurdní ekvivalent absurdního světa!“ (1946).

## Druhá etapa: 1947–1951
V roce 1947 navazuje kontakt s B. Dosužkovem, okolo něhož se v průběhu války a po ní znovu konstituovala česká psychoanalytická skupina.
V té době byl Havlíček zklamán a znechucen atmosférou třetí republiky, cítí despekt ke kariérám, literaturám, katedrám, politickému konformismu, proto se vzdává účasti na veřejném životě a odjíždí na Šumavu, kde čtyři měsíce žije v úplné izolaci – tam působí nejprve jako dřevař, hlídač a posléze jako správce chaty Na Svarohu (1947). Poté se s Čestmírem Kafkou vydává na dvouměsíční cestu do Finska (léto 1947). Z těchto dobrovolných pobytů pocházejí velmi působivé básnické sbírky Robinson bez moře (1947), Samotáři financují hru (1947), Suomi (1947). Po návratu z Finska v říjnu 1947 zintenzivňuje studium psychoanalytické literatury, které zúročí v dizertační práci Skutečnost snu (1950). Seznamuje se s básníkem Karlem Hynkem (1948) a se Závišem Kalandrou (1949), jehož pravidelně navštěvuje; rozchází se s Kalivodou (po únoru 1948). V té době se věnuje výhradně studiu psychoanalýzy, dochází za Dosužkovem, schází se s Hynkem a Effenbergerem.
Po ukončení studia nastoupil na místo klinického psychologa v Psychiatrické léčebně v Dobřanech (1951), kde se střetl „se schizofrenním světem“. Předtím vznikají cykly a básnické texty Stalinská epocha (1951), Kabinet Dra Caligariho (1951), Karlotta menstruuje (1951), Způsob šedesátý třetí (1951), Prolegomena poesie (1951), Tse-Tse (1951). Poté Havlíček na 7 let zanechal básnické činnosti.

## Třetí etapa 1952–1958
Od druhé poloviny 50. let se Havlíček stále víc soustředí na teoretické studie o vztazích umění a psychopatologie, přičemž dochází k znovunavázání kontaktů se surrealistickou skupinou. Publikuje článek „Barevné vidění, hudební slyšení a další synestézie“ (1958). Věnuje se v něm souvislostem synestézií, psychopatologie a uměleckého tvoření; synestézie interpretuje z hlediska hlubinně psychologického. Na konferenci o schizofrenii přednesl první část své studie „Básnický obraz a schizofrenní symptom I“ (1957), v níž pojednává o souvislostech moderního básnického projevu a projevů chronických schizofreniků – přitom se zabývá projektivními mechanismy a magickým zvládáním emocionální tenze slovem v umění a v patologii, problémem negace reality a její restituce v symptomu a v básnickém obraze, procesem autonomizace slova v moderním umění, vznikem neologismů a tvorbou symbolů, otázkou estetické působivosti, překvapivosti a imaginativnosti některých básnických metafor a schizofrenních symptomatických projevů, u nichž nachází nejen četné společné mechanismy, nýbrž i analogické hlubinně emocionální zdroje.
Na první část, jež byla publikována ve sborníku zmíněné konference, navazuje druhá část „Básnický obraz a schizofrenní symptom II“ (1958), v níž rozvíjí a prohlubuje některé své myšlenky o společných i rozdílných rysech schizofrenního a básnického projevu. Na obě práce do jisté míry navazuje studie „Psychopatologie v díle Franze Kafky“ (1959), v níž Havlíček znovu hovoří o estetické funkci symptomu a symptomatickém charakteru básnické tvorby a přitom stanovuje jakousi patopsychologickou topografii Kafkova díla. Pozoruhodnou prací je jeho studie „Blud neviditelnosti“ (1961). V ní pojednává o tomto zřídka se vyskytujícím bludu jednak z hlediska rozboru literární fikce bludu neviditelnosti, jednak z hlediska klinicky psychopatologického.
V letech 1956–1957 Havlíček navázal styky se surrealistickou skupinou kolem Effenbergera nazvanou Okruh pěti Objektů (1952–1962), později přejmenovanou na skupinu UDS (1963–1966) a posléze na Surrealistickou skupinu. Jeho návrat k problematice surrealismu byl předznamenán právě pracemi o umělecké tvorbě. Znovu začal psát poezii, vzniká sbírka Miluji, tedy jsem (1958). Účastní se ineditních strojopisných skupinových sborníků Objekt 3–5 (1958–1962) a příprav cyklu přednáškových a diskusních večerů o teoretických otázkách umění Pravidla hry (1958), jež měl proběhnout v sále psychiatrické kliniky na Albertově. Na Havlíčkovu ohlášenou přednášku „Prameny básnictví“ však nedošlo; podařilo se zorganizovat pouze Effenbergerovu přednášku „Poklad vidění, proměny výtvarné skladby“ (1958), poté byl cyklus z cenzurních důvodů zastaven.

## Čtvrtá etapa: 1962–1969
Havlíček je dál zastoupen v magnetofonové básnické Antologii 1962, kde přednáší svůj básnický text „Z malého testamentu“ (1962). V téže době formuloval svou básnickou metodu nazvanou „Metoda Monte Carlo“ (1963) – stejnojmennému textu předcházejí básnicko-analytické eseje „První báseň jsem napsal“ (1962) a „Princip imaginace“ (1962), v nichž pojednává o své básnické prehistorii a o svém intimním poměru k surrealismu. Básnické texty a cykly, které jsou více či méně ovlivněny metodou Monte Carlo, píše od začátku 60. let: Referát k mezinárodní situaci (1960), Plivnutí na prapor (1962), Izraelské plavky (1962), Útěky z katastrof (1962), Z malého testamentu (1962), Otevřít po mé smrti (1963–1964). Z ostatních cyklů jmenujme Tvůj klín nivelizační značka kam sahala má hlava při poslední povodni (1960), List z deníku (1961), pásmo Žiji život a píši báseň (1961).
Na začátku 60. let Havlíček znovu obrátil svůj zájem k problematice snů. V návaznosti na kapitolu „Sen a Vědomí“ ze Skutečnosti snu propracovává teorii lucidních snů ve studii „Příspěvek k dynamice «lucidních» snů“ (1962), k psychoanalytické teorii snu se ještě jednou vrátil v referátu nazvaném „Psychoanalytický příspěvek k současným neurofyziologickým výzkumům spánku a snů“ (1967).
V roce 1964 zahájil cvičnou analýzu u Otokara Kučery, docházel na teoretické semináře České psychoanalytické skupiny, jejímž se stal respektovaným členem.
Počátkem roku 1964 Havlíček změnil své odborné působiště v psychiatrické léčebně v Dobřanech a nastupuje jako klinický psycholog a psychoterapeut do psychiatrického oddělení fakultní nemocnice v Sadské u Prahy, kde posléze rozvine psychoanalyticky orientovanou LSD-psychoterapii. Tak se spojilo jeho studium regresivních stavů a mentálních alterací s prohlubováním pohledu na umění, zvláště na umění moderní respektive na surrealismus.
Vznikne celá řada prací a dílčích příspěvků k problematice psychoanalytické LSD-psychoterapie, které přednáší na domácích i mezinárodních odborných konferencích. Píše příspěvek „K otázkám přenosu“ (1966), studii „Regresivní a progresivní prvky lidské psychiky“ (1967) a článek „Autenticita a význam regresivních prožitků v průběhu analytické LSD – psychoterapie“ (1967), na který navazují dvě nedatované kratší práce „Abreakce či interpretace“ a „Psychedelické rovná se primárně narcistické“. Píše kasuistiku „Příspěvek k psychoterapii frigidity“ (1967). Etabluje se jako psychoanalytik a stává uznávanou veličinou v našich odborných psychoanalytických kruzích.
V roce 1966 píše Havlíček svou poslední velkou báseň Pekingský hematom, otištěnou po jeho smrti v revue Analogon 1/1969. Publikovány jsou některé jeho básně.
Navázání spolupráce se skupinou surrealistů kolem Effenbergera v druhé polovině padesátých a ve zvýšené míře v šedesátých letech vedlo Havlíčka k teoretickému upřesňování jeho surrealistických stanovisek a náhledů na oblast básnické tvorby v psychoanalyticky orientovaných studiích o umění a surrealismu. Je otázkou, do jaké míry se mu v nich podařilo skloubit pohled a zkušenost psychoanalytika, surrealisty a básníka. Přes svůj psychoanalytický zájem a velké pracovní vytížení – v dopise z dubna 1964 mu Effenberger píše „Utíkáš mi do psychoanalýzy, básníku, ale tam já za Tebou nemohu“ – se Havlíček podílí na přípravách ankety Poloha klacku (1965–1966), při níž dochází k názorovým střetům uvnitř skupiny. Havlíček stojí za surrealistickými principy, podporuje označování skupinové aktivity jako surrealistické. V dubnu 1966 je spolu s dalšími surrealisty přítomen na „diskusi o surrealismu“, kterou pořádal časopis Plamen v Klubu československých spisovatelů. Podílí se rovněž na navázání spolupráce s pařížskou surrealistickou skupinou. V rámci výstavy Symboly obludností v říjnu 1966 pořádá spolu s P. Voskovcem večer surrealistické poezie, který provází jeho stejnojmenný esejisticko-teoretický text „Stroj na skutečnost“ (1966).
Účastní se také přípravy sborníku Surrealistické východisko (od roku 1966), při jehož koncipování znovu dochází uvnitř surrealistické skupiny (tehdy okruh UDS) k názorovým diferenciacím. Přispívá mimo jiné teoretickým textem „Poznání a tvorba“ (1966) a do společného prohlášení příspěvkem „Ke krisi vědomí a vědomí krise“ (1966). V časopise Orientace 3/1967, kde se představuje tehdejší surrealistický okruh UDS, uveřejňuje Havlíček samostatný text „K dynamice surrealistického východiska“ (1967). V něm reaguje na úvodní prohlášení „Poznámky k dialektice tvorby“ svých přátel z okruhu UDS, Dvorského, Effenbergera a Krále, a aniž by opouštěl surrealistická východiska, vyslovuje některé výhrady a teoretická zpřesnění k jejich tehdejšímu surrealistickému programu.
V rámci přednáškového cyklu Lidové university Psychoanalýza a moderní umění přednáší Havlíček v Městské knihovně v Praze přednášku „Psychoanalysa a imaginativní umění“ (1968), která je snahou vyjádřit vzájemný poměr surrealismu, poezie a psychoanalýzy, pokusem o psychoanalytický pohled na oblast moderního umění, případně také úsilím vyznačit surrealistickou a básnickou korekci takového vidění. Studie byla otištěna v revue Analogon 1/1969.
Havlíček se také účastnil příprav mezinárodní surrealistické výstavy Princip slasti (Brno, Praha a Bratislava, únor-květen 1968). V rámci pásma přednášek Surrealismus a Umění, pořádaných Socialistickou akademií v Městské knihovně v Praze, přednáší svůj „Historický nástin surrealismu“ (1968); Effenberger jej v posmrtném ineditním výboru z Havlíčkova díla (1979a) přejmenoval na „Dialektika poesie a revoluce“. Při příležitosti výstavy podepsal Havlíček společné prohlášení pražských a francouzských surrealistů Pražská platforma (otištěno francouzsky v L' Archibras 5/1968 a v Česku po zrušení edice Aura, v níž měla vyjít česká verze, až v Analogonu 3/1990).
Vedle vyjmenovaných ucelenějších příspěvků existuje větší množství krátkých fragmentárních textů, psaných spíš jako zhuštěné teoretické poznámky, věnovaných problematice surrealismu, případně souvislostem vědeckého a básnického výkladu světa: „Umění a nutnost“ (1958), „V konjunkci teorie a praxe…“ (1966), „Surrealismus a psychoanalysa“ (b.d.), „Surrealistická atmosféra“ (b.d.), „Věda a poesie“ (b.d.), „Dokumentární a kritické funkce tvorby“ (b.d.), „Je mým údělem zaznamenávati…“ (b.d.), „Chiméra vědeckosti“ (b.d.).
V roce 1968 Havlíček onemocněl leukémií, které podlehl 7. ledna 1969 ve věku 47 let. Nestihl už tak sepsat chystanou kandidátskou práci nazvanou Princip imaginace, v níž chtěl dovršit svou dráhu vědce, klinického psychologa a psychoanalytika a pokusit se přitom spojit vědeckou a básnickou myšlenku, a nestihl ani uskutečnit své terapeutické plány založit v Praze vlastní psychoanalytickou praxi.

## Život po životě
Po Havlíčkově smrti Effenberger a Kalivoda připravovali k vydání pro nakladatelství Československý spisovatel soubor jeho poezie s titulem Miluji, tedy jsem a soubor teoretických studií Princip imaginace, ani jedno už se vzhledem k historickým okolnostem nepodařilo uskutečnit.
Většina básnického díla vyšla v 90. letech v souboru vydaném nakladatelstvím Československý spisovatel.
Nově vydává systematicky Havlíčka nakladatelství Torst: roku 2004 vyšel pozoruhodný soubor esejů a teoretických textů Skutečnost snu. Tamže vyšel roku 2003 tisícistránkový soubor korespondence Z. H. s Evou Prusíkovou. Měly by následovat ještě další dva svazky básnických textů.
Některé Havlíčkovy básně (Kabinet dra Caligariho, Máňo!, První manifest, Prologomena...) zhudebnila jilemnická kapela Žiwa. 
V roce 2019, padesát let od jeho úmrtí byla pořádána v jilemnické Galerii v Kotelně série vzpomínkových večerů, při kterých byly např. čteny dopisy Zbyňka Havlíčka Evě Prusíkové či jeho básně. Taktéž proběhla přednáška o vztahu Zbyňka s jeho otcem, Jaroslavem Havlíčkem nazvaná "Otec, syn a maloměsto.

## Sekundární literatura
- Martin Langer. Z. H. – životopisná data. Tvar. 1995-06-29
- Ivo Pondělíček. Otevřít po mé smrti – Z. H. Labyrint Revue. 1995.
- HAVLÍČKOVÁ, Marie. Zbyňkovo dětství. Analogon. 1992, č. 9.
- Analogon. [Pohledem psychoanalýzy.] 1992, č. 9. [Vzpomínky na Z. Havlíčka, tvorba. Obsah viz http://www.analogon.cz/analogon/analogon-9-%e2%80%93-iii1992 Archivováno 20. 12. 2016 na Wayback Machine.]
- Roman Telerovský. Dialektika skutečnosti snu. Analogon. 1996, č. 16, s. 62–67.
- Roman Telerovský. Psychoanalýza v surrealismu: k surrealismu a psychoanalýze principu imaginace Zbyňka Havlíčka. Brno, 1998. Dipl. práce. Masarykova univerzita v Brně, Filozofická fakulta. 314 s.
- Roman Telerovský. Havlíčkovo pojetí funkcí básnické a surrealistické aktivity. Analogon. 1999, č. 26-27, s. 13–18.
- Roman Telerovský. Básnická imaginace „in statu nascendi“: k některým psychodynamickým parametrům moderní poesie v pojetí Zbyňka Havlíčka. Analogon. 2000, č. 29, s. 3–5.
- Roman Telerovský. Já ve snu a traumatická teorie snu. Analogon. 2001, č. 32, s. 64–69.
- Roman Telerovský. Havlíčkovy dopisy 1960–1968 aj. Analogon. 2003, č. 38–39, s. 152–154. Dostupné také z: https://archive.today/20130428222801/http://www.iapsa.cz/ARTICLES/Telerovsky2003Havlickovy.php
- Roman Telerovský. Poesie, sen, imaginace a interpretace. Analogon. 2004, č. 41–42, s. 116–121. (https://web.archive.org/web/20070630134613/http://www.telerovsky.cz/clanky-publikace)
- HAVELKA, Jan. Zbyněk Havlíček – reflexe díla a osobnosti. Praha, 2012. Diplomová práce. Ved. práce doc. PhDr. Jan Wiendl, Ph.D. Univerzita Karlova v Praze. Filozofická fakulta. Ústav české literatury a literární vědy.
- ANDRLOVÁ, Michaela. Pohledy na současnou českou psychoterapii. České Budějovice, 2007, s. 9, 53, 54. Diplomová práce (Mgr.). Ved. práce prof. PhDr. Stanislav Kratochvíl, CSc. Jihočeská univerzita v Českých Budějovicích. Teologická fakulta. Katedra psychologie a sociologie.